# Batya Gur
Batya Gur (in ebraico בתיה גור‎?; Tel Aviv, 1º settembre 1947 – Gerusalemme, 19 maggio 2005) è stata una scrittrice e critica letteraria israeliana.

## Biografia
Batya Gur è nata a Tel Aviv da genitori ebrei sopravvissuti all'Olocausto. Si è laureata in letteratura ebraica all'Università Ebraica di Gerusalemme. Ha vissuto a Greensboro, in Nord Carolina, dal 1972 al 1975, dove ha insegnato ebraico alla North Carolina Hebrew Academy (oggi si chiama B'nai Shalom Day School). Prima di scrivere il suo primo romanzo, all'età di 39 anni, ha anche insegnato letteratura al liceo. Gur era anche una critica letteraria per il quotidiano Haaretz. È morta di cancro all'età di 57 anni.

## Carriera letteraria
Nel 1988 ha iniziato a scrivere una serie di 6 romanzi gialli aventi come protagonista l'ispettore di polizia Michael Ohayon. Il primo romanzo è stato adattato in un film per la televisione. In ogni libro Ohayon deve entrare in un mondo chiuso, o una società isolata (come quello degli psicanalisti, o un Kibbutz) e scavare a fondo nella natura umana per scoprire l'assassino.

## Opere
- 1988 Delitto in una mattina di sabato
- 1989 Un delitto letterario
- 1991 Omicidio nel kibbutz
- 1996 Omicidio musicale
- 2001 Omicidio sulla via di Betlemme
- 2004 Omicidio a Gerusalemme